# Oleg Jewgenjewitsch Menschikow

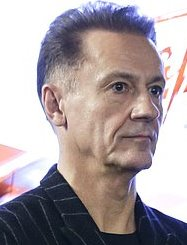
Oleg Menschikow (2018)

Oleg Jewgenjewitsch Menschikow (russisch Олег Евгеньевич Меньшиков, wiss. Transliteration Oleg Evgen'evič Men'šikov; * 8. November 1960 in Serpuchow bei Moskau) ist ein russischer Schauspieler.

## Leben
Von 1977 bis 1981 besuchte Menschikow die Theaterhochschule M. S. Schtschepkin in Moskau. Danach arbeitete er ein Jahr am Maly-Theater, dem ältesten Moskauer Theater, bevor er im Rahmen seines dreijährigen Militärdienstes zum Zentralen Theater der Sowjetischen Armee (Центральный театр советской армии) kam. Nach Beendigung seiner Militärzeit war Menschikow von 1985 bis 1989 Mitglied des Jermolowa-Theaters. Danach war er kein festes Mitglied eines Theater-Ensembles mehr, spielt aber nach wie vor in Russland und im Ausland Theater: So gewann er 1992 den Laurence Olivier Award für seine Rolle in When She Danced an der Seite von Vanessa Redgrave im (ehemaligen) Globe Theatre in London. Seit April 2012 ist Menschikow Leiter des Jermolowa-Theaters.
Einem größeren Publikum wurde Menschikow als Filmschauspieler bekannt. In der Sowjetunion erlangte er schon früh durch den 1982 gedrehten Film Das Pokrowski-Tor Berühmtheit. Internationale Anerkennung erhielt er insbesondere durch seine Hauptrolle im Film Die Sonne, die uns täuscht, der den Oscar als Bester fremdsprachiger Film im Jahr 1994 erhielt. Im Jahr 2003 wurde Menschikow zum Volkskünstler der Russischen Föderation (Народный артист Российской Федерации) ernannt.

## Filmografie (Auswahl)
- 1982: Das Pokrowski-Tor (Покровские ворота)
- 1994: Die Sonne, die uns täuscht (Утомлённые солнцем)
- 1996: Gefangen im Kaukasus (Кавказский пленник)
- 1998: Der Barbier von Sibirien (Сибирский цирюльник)
- 1999: Est-Ouest – Eine Liebe in Russland (Est-Ouest)
- 1999: Mama (Мама)
- 2005: Der Staatsrat (Статский советник)
- 2010: Die Sonne, die uns täuscht – Der Exodus (Утомлённые солнцем 2: Предстояние)
- 2017: Attraction (Притяжение)
- 2017–2018: Chroniken der Finsternis[2]
- 2020: Attraction 2 – Invasion (Вторжение)

## Fernsehserien (Auswahl)
- 2003: Heißer Verdacht 6  Die letzten Zeugen (Prime Suspect 6 - The Last Witness)
- 2006: Das goldene Kalb (Золотой телёнок)
- 2006: Doktor Schiwago (Доктор Живаго)